# 小行星2559
小行星2559（2559 Svoboda）是一颗围绕太阳公转的小行星。1981年10月23日，安東寧·姆爾科斯在克萊季发现了此天体。
該小行星以捷克天文學家金德里奇·斯沃博達（Jindřich Svoboda）命名。
这颗小行星的绝对星等为88.24531824197206等。